# 사원수 켈러 다양체
미분기하학에서 사원수 켈러 다양체(영어: quaternion-Kähler manifold)는 홀로노미가 Sp(n)×Sp(1)인 리만 다양체다.

## 성질
이름과 달리, 사원수 켈러 다양체는 켈러 다양체가 아니다. 켈러 다양체의 홀로노미는 U(2n)인데, Sp(n)Sp(1)은 U(2n)의 부분군이 아니기 때문이다. 즉, 사원수 켈러 다양체는 자연스런 복소 구조를 지니지 않는다.
모든 사원수 켈러 다양체는 아인슈타인 다양체다. 즉, 그 리치 곡률 텐서가 계량 텐서에 비례한다.